# Ouro Verde de Goiás
Ouro Verde de Goiás är en kommun i Brasilien.   Den ligger i delstaten Goiás, i den centrala delen av landet, 150 km väster om huvudstaden Brasília. Antalet invånare är 4 040.
Omgivningarna runt Ouro Verde de Goiás är huvudsakligen savann. Runt Ouro Verde de Goiás är det ganska glesbefolkat, med 32 invånare per kvadratkilometer.